# 阪和電気鉄道ロコ1000形電気機関車
阪和電気鉄道ロコ1000形電気機関車（はんわでんきてつどうロコ1000がたでんききかんしゃ）は、阪和電気鉄道が1930年（昭和5年）に新製した直流用電気機関車である。
阪和電気鉄道の南海鉄道との合併、そして旧阪和電気鉄道線の運輸通信省による戦時買収を経て、本形式は国有鉄道（国鉄）籍へ編入されたのち、1952年（昭和27年）にED38形と改番された。

## 概要
50t級・B-B軸配置で13m級箱型車体の、昭和初期の私鉄機関車としては大型の車両である。
1930年の阪和天王寺（現・天王寺） - 東和歌山（現・和歌山）間全通に備え、まず2両（ロコ1001・1002）、翌1931年（昭和6年）に1両（ロコ1003）が東洋電機製造・日本車輌製造で製造された。その後、南海鉄道との合併後の1942年（昭和17年）に合計3両（ロコ1004 - 1006）の追加新造が計画・申請されたが、認可は1両分しか下りなかった。、その後、再度3両（ロコ1005 - 1007）の追加新造が申請されたが、こちらも認可されなかった。このため、戦時中の増備機は資材難もあって国鉄買収後の1944年（昭和19年）6月に1両（ロコ1004）が完成したにとどまっている。

## 車体
前面デッキをもたない箱形で、かつ溶接を多用した構造の鋼製車体を備える。
本形式の大きな特徴の一つに、独創的な車体デザインがある。
直径1,220mmの動輪によってやや腰高なきらいはあるが、前面と屋根・側板をRで連続して接合し要所に補強桟を配した「半流線形」風のデザインは、1930年という製造初年からは望外の進歩的スタイルで、2基の大型パンタグラフと相まって戦前日本の電気機関車の中でもとくに美しい車両の一つとされている。愛好者からは同じく1930年に製作された愛知電気鉄道（現・名古屋鉄道）デキ400形と並び、戦前期の日本車輌製造が手がけた私鉄向け箱形電気機関車の双璧と評された。
最初に製造されたロコ1001・1002では小型の窓を備えていたが、ロコ1003では窓寸法が拡大されて明朗な印象が強まり、より洗練されたデザインにリファインされている。
もっとも、最終増備機であるロコ1004については戦時統制経済の下での製造であるため、ロコ1003の設計を基本としつつも随所の工作が大幅に簡素化され、各部の補強桟なしでのっぺりとした印象を与える全溶接車体となっている。

## 主要機器
車体デザインとともに本形式の大きな特徴とされるのが、発電・電力回生ブレーキを標準搭載し、総括制御を可能とする制御システムである。

### 主電動機
主電動機は東洋電機TDK-556-Aを4基搭載しており、設計当時の私鉄向け電気機関車としては大出力車の部類に入る。全負荷時牽引力5,175kg、全負荷時の定格速度は41.0km/hで、戦前の貨物用機関車としては定格速度が若干高めとされ、さらに弱め界磁制御に対応している。電車とほとんど大差ない出力や大きな動輪も含めて、高頻度高速運行を基本とする電車ダイヤの中で運行することを考慮した、速度重視の設計であったことがうかがえる。
設計上は10/1000の勾配を32km/hで上る場合の牽引重量が615tと計算されていたが、実際の運用時の牽引定数は、勾配を控えた和泉府中以南で換算20両=200tという軽編成で取り扱われ、速度を稼げるようにされている。
駆動装置は一般的な吊り掛け式で、ロコ1001 - 1003の新造時の歯数比は3.96 (25:99) である。
もっとも、こうした軽量貨物列車の高速運転による酷使で歯車の磨耗が著しく、保守上問題となったことから、1935年（昭和10年）の台車改造時に主歯車が肉厚の丈夫な物に交換され、歯数比も当初の3.96 (25:99) からわずかながら高速寄りの3.88 (17:66) に変更されている。この改造はロコ1001・1002と同じ歯数比で竣工していたロコ1003についてはなぜか実施が遅れたが、南海合併後の1941年（昭和16年）11月にロコ1001・1002の予備品流用で交換が実施され、走行性能の再統一が実現している。また、この交換工事以後の竣工となるロコ1004については、新製当初より歯数比を3.88としている。

### 制御器
主制御器は東洋電機製の電磁弁制御による単位スイッチ式、運転台に設置されたマスコン（主幹制御器）は同じく東洋電機ES-40-Aである。総括制御可能であり、発電・回生ブレーキ機能を備えていたが、これらの機能は国有化後に機器の標準化を行った際に喪われている。
なお、戦時形のロコ1004は車体のみならず機器面でも簡略化が図られており、発電・回生ブレーキなしとなっている。

### ブレーキ
空気ブレーキは当時の機関車用で一般的なEL14制御弁を使用しており、発電ブレーキ・電力回生ブレーキは運転席右側のマスコン、空気ブレーキは左側のブレーキ弁で個別に操作される構造で、同時代の他の日本製回生ブレーキ搭載機と同様に、ブレーキの電空同期機能は備わっていない。

### 集電装置
ロコ1001 - ロコ1003は東洋電機製造TDK-C-2菱枠パンタグラフを2基搭載して竣工している。電流量の観点では本形式の場合パンタグラフ1基搭載で充分であり、パンタグラフ2基搭載は離線に伴う回生ブレーキの失効対策として実施されている。このため発電・回生ブレーキを搭載しないロコ1004については、ロコ1001 - ロコ1003と同じTDK-C-2を1基のみ搭載して竣工している。

### 台車
動輪径1,220mmとこの種の電気機関車としては比較的大型の車輪を備え、各台車の両端梁に連結器および台車間を結ぶ中間連結器をそれぞれ備える。
ロコ1001・1002の台車は、当初は軸箱を重ね板ばねで支持し、これを側枠中央の大きな重ね板ばねで均衡させるイコライザー式の機構を採用している。この構成は棒台枠による台車枠そのものを含め、戦前の鉄道省が製造したED16形以降の制式電気機関車で採用していたものと類似点の多い構造であった。だが、これは高速運転には適さず動揺が著しかったため、増備機であるロコ1003では軸ばねについて軸箱の両脇にコイルバネを配したウィングバネ式へ変更、枕ばねを揺れ枕付きとした上で、各台車の軸距を2,700mmから2,900mmへ延伸し高速走行時の揺動特性と直進安定性を改善している。
ブレーキを駆動するブレーキシリンダーは、ロコ1001・1002については各台車の端梁に取り付けられた連結器の緩衝器直上に左右各1基のシリンダーを並べて搭載する、という独特の構成を採用しているが、ロコ1003ではこの方式は踏襲されず、左右の側梁にそれぞれ振り分け搭載する一般的な構造に変更されている。
ロコ1003での軸箱支持機構の設計変更により良好な走行特性が得られたことから、ロコ1001・1002についても後述の駆動系改修と併せて1935年3月2日付で台車の大改造が実施されることとなり、軸距こそ変更されなかったものの、軸ばねと枕ばねの双方をロコ1003と同様に変更している。
なお、これらの改修工事の施工後に竣工したロコ1004の台車については、ブレーキワークを含めロコ1003用台車の設計がほぼそのまま踏襲されている。

## 運用

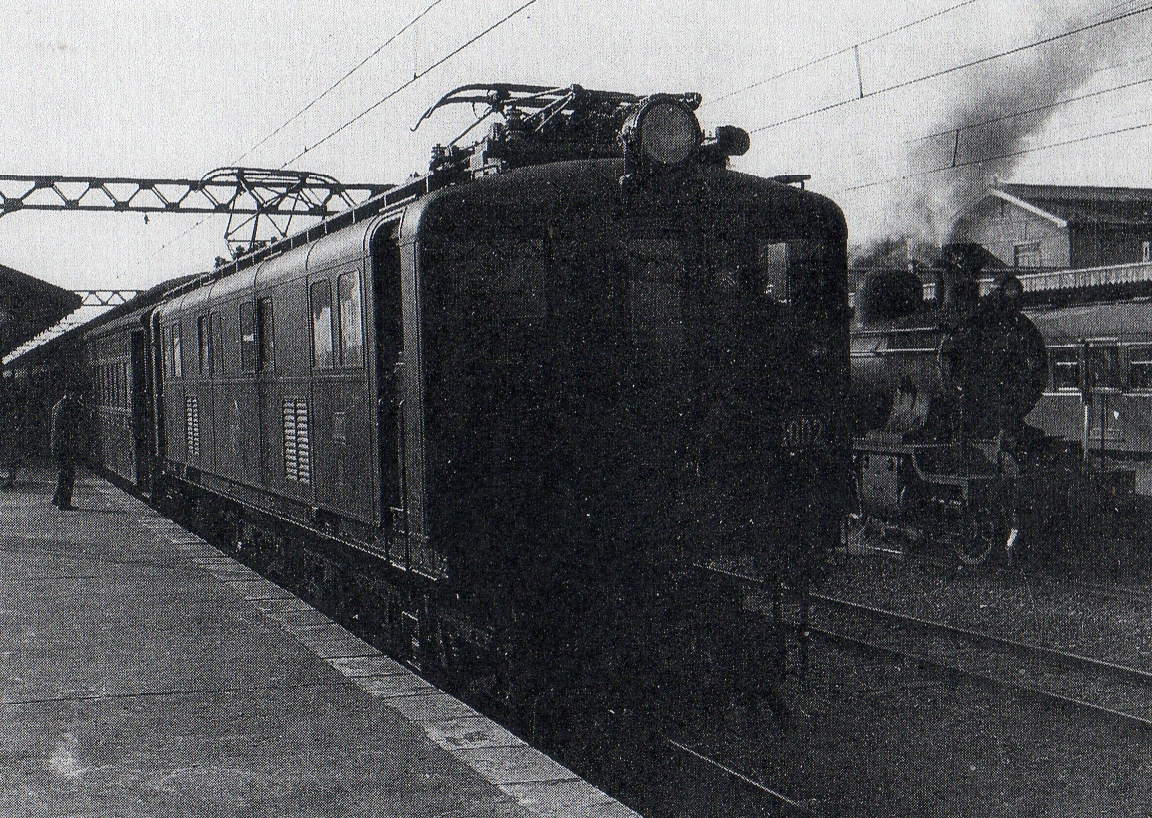
東和歌山駅で黒潮号客車の入換作業を行うロコ1000形1002。

ロコ1000形は竣工後、阪和電鉄線の主力電気機関車として重用された。その使用範囲は単なる貨物列車牽引に留まらず、間合い運用で東和歌山駅での南紀直通列車黒潮号用客車の省線との受け渡しに伴う入れ替え作業などにも用いられていた。
本形式は阪和電気鉄道の南海鉄道への合併後も改番されず同社山手線となった旧阪和電鉄線でそのまま使用され、その間に最後の増備機となったロコ1004が完成している。さらに、戦時買収による国有化後も阪和線となった旧阪和電鉄線で運用され続けた。
摩耗部品を中心とした機器の国鉄標準品への換装や1基搭載であったロコ1004へのパンタグラフ1基の追加搭載などといった整備が進んだ1952年には、「ED38形」という国鉄称号を与えられED38 1 - ED38 4となったが、その時点でも主任務は阪和線区間貨物列車牽引で、新造以来の運用がほぼそのまま継続されていた。
その後は老朽化が進行したことなどから代替機の投入が検討された。しかし、旅客用並に定格速度が高く実際にも高速で運行可能なその特性と、社線時代のままの設備で待避線が短く大型のF級電機を区間貨物用として投入しにくい、という阪和線の施設事情故に、国鉄の既存標準型機関車には適切な代替機を欠いていた。
阪和線そのものについては、戦中・戦後の混乱期には8620形やC58形といった蒸気機関車の他、東鉄局より貸し出しの形でEF51形とED17形が鳳区に配置されて電装品が故障して自走不能の電車牽引に当たったものの、後者はそれ自体も酷使で故障が頻発するという有様で、この段階ではED38の代替を検討できる状況ではなかった。
その後、やや情勢が落ち着いてきてから旅客・貨物用として1952年以降EF52形の残存全機 (EF52 1 - 7) と旧富士身延鉄道が保有した買収機であるED20形3両が転入してきたが、EF52形は速度面では充分な性能を備えていたものの、21mに及ぶ国鉄制式F級電機中でも最長の車体故に区間貨物には充当が難しく、またED20形も車体が短く牽引力も申し分なかったものの、歯数比が低く高速運転性能に難がある、という問題を抱えていずれも一長一短であった。このため、これらの転入機、特にEF52形は紀勢線直通旅客列車を中心とする運用に充当された。
また、阪和線区間貨物列車の牽引機については、EF15形の新製投入で余剰を来していたED16形が上越線より転属し、一時は10両を数えたものの、こちらもやはり牽引力重視のギア比がもたらす低い定格速度が祟って不評を買い、結局ED38形の代替機にはなり得なかった。
この問題は1959年（昭和34年）から1960年（昭和35年）にかけて実施した、強力かつコンパクトな新型機であるED60形5両 (ED60 4 - 8) の新製投入でようやく解決を見ている。
このED60形の新製投入で余剰となった本形式は、まず戦時設計のED38 4が1959年9月に三岐鉄道に貸し出され、黒部ダム建設向けセメント輸送の任に就いたが同年12月に返却された。これは同月21日付で除籍されたものの引き取り手は現れず、長く鷹取工場に留置されたのち、1964年（昭和39年）に解体されている。
また、残る3両もED60形が出揃った1960年中に除籍された。
このうちED38 2は一旦大井川鉄道（現・大井川鐵道）に払い下げられ同社ED105として客貨牽引に、他の2両は秩父鉄道に払い下げられて旧番号のまま同社デキ1形と共通運用で主に武甲線からの貨物列車牽引に用いられた。その後大井川へ譲渡されたED105（旧ED38 2）は大井川水系のダム建設工事と、これに伴う資材輸送が一段落付いた1967年（昭和42年）に秩父鉄道に再譲渡されてED38 2に再改番され、この結果ED38 1 - 3が同社に揃うこととなった。
秩父鉄道への譲渡後、ED38 2は1974年（昭和49年）に休車となり、長期休車ののち、スペアパーツの入手が困難な他の2両の部品取り機として1980年（昭和55年）1月31日付で廃車された。残り2両もより高出力の新製電機の増備に伴って余剰化し、3号機が1981年（昭和56年）3月14日に除籍、解体されている。最後に残った1号機は長期休車を経て1988年（昭和63年）に廃車されたが、解体されず長らく留置されたのち、再整備の上で三峰口駅構内に保存展示された。
なお、ED38形は先従輪なしのB-B軸配置機関車であり、しかも一般的な電気機関車より高速運転を行っていたという事情から、戦後に国鉄がEH10形電気機関車を開発する際、本形式が詳細に調査されている。EH10形のDT101ウィングばね式ボギー台車の設計にあたっては本形式の台車の構成が参考になっているという。

## 保存
前述のとおり、三峰口駅に併設された秩父鉄道車両公園に1号機が静態保存されていたが、2019年（令和元年）の公園リニューアルに際して解体された。